# Rodolphe Duguay
Rodolphe Duguay (Nicolet, 27 avril 1891 – 25 août 1973) est un peintre, dessinateur, graveur et illustrateur québécois,. Il est un pionnier de la gravure sur bois au Canada. Il privilégie le procédé de la gravure en relief. 

## Biographie
Études chez les Frères des écoles chrétiennes de Nicolet, et au Séminaire de Nicolet de 1903 à 1908. Il s'installe à Montréal en septembre 1908, et débute ses cours de beaux-arts au Monument national (Conseil des Arts et Manufactures) en février 1911 jusqu'en mars 1920. Il fréquente également les cours de l’Art Association of Montreal et travaille à l'atelier du peintre Georges Delfosse. En 1918, il fait une première rencontre avec le peintre Suzor-Côté et débute dans son atelier le 30 mai 1919 et ce jusqu'à son départ pour Paris. Durant cette période, il expose au Salon du printemps de l’Art Association. Après avoir œuvré sur plus de quarante commandes signées par Suzor-Côté, et grâce à l’aide financière de son père et de sa mère ainsi que celle de Suzor-Côté, il s'embarque pour l'Europe en compagnie du peintre Narcisse Poirier en septembre 1920. 

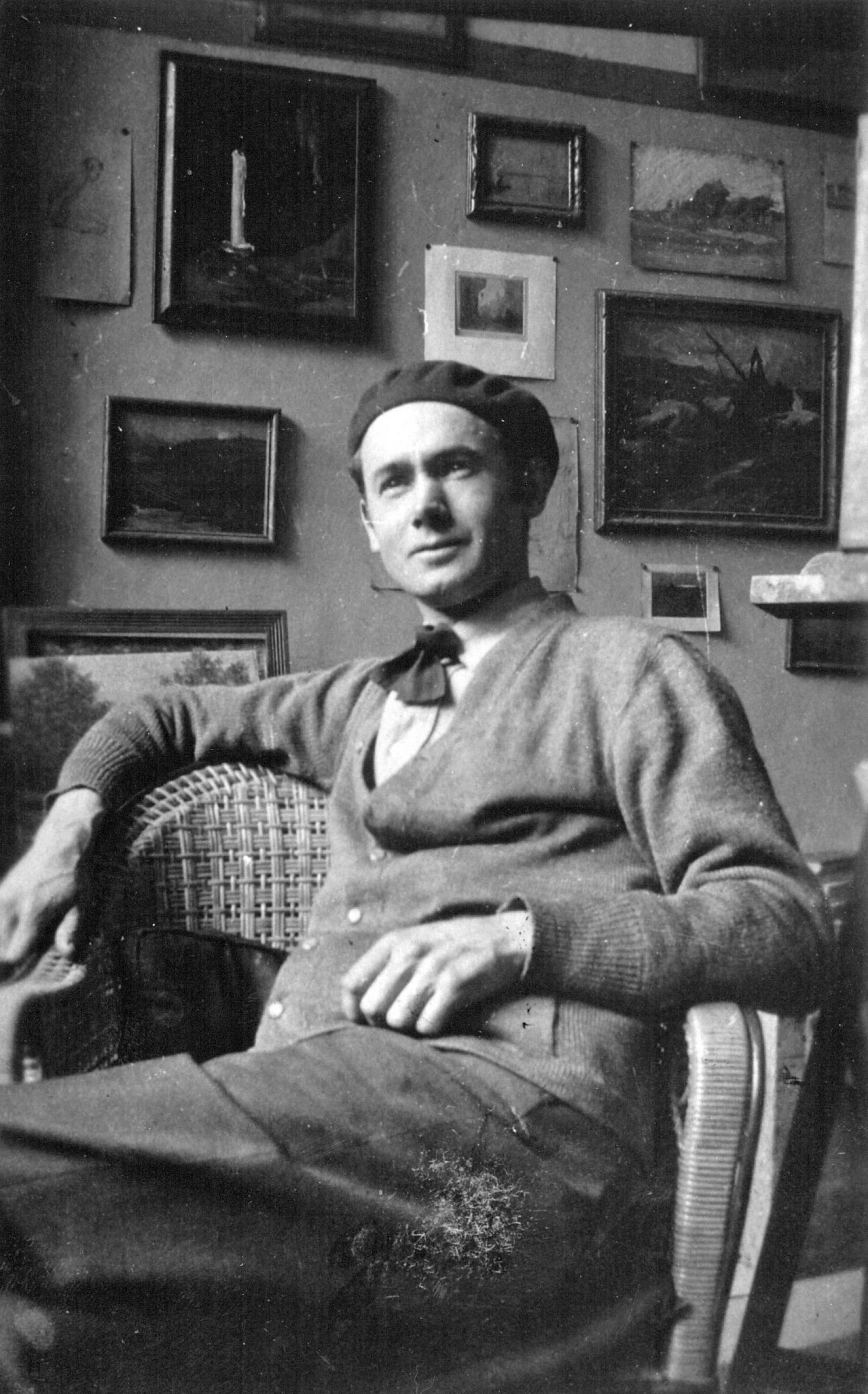
À Paris en 1925

Il s'inscrit à l'Académie Julian (où il est influencé par Henri Morisset) à Paris le 14 octobre 1920, il y reste jusqu'au 10 mars 1924. Il fréquente aussi l'Académie de la Grande Chaumière, Adler et Colarossi. 
Durant les vacances de 1922 et 1923, il voyage en Bretagne et en Normandie. Il y retrouve son grand ami Octave Bélanger, également étudiant à l'Académie Julian, avec qui il dessine un grand nombre de paysages et de scènes de rue à Belle-île-en-mer et à Port Louis.  Il parcourt l'Italie durant les mois d'avril-mai-juin 1925, visitant quatorze villes de Turin à Naples, y compris Rome et Assise, exécutant plusieurs études et pochades.
Il obtint la première bourse attribuée à un peintre par le gouvernement du Québec en septembre 1924.

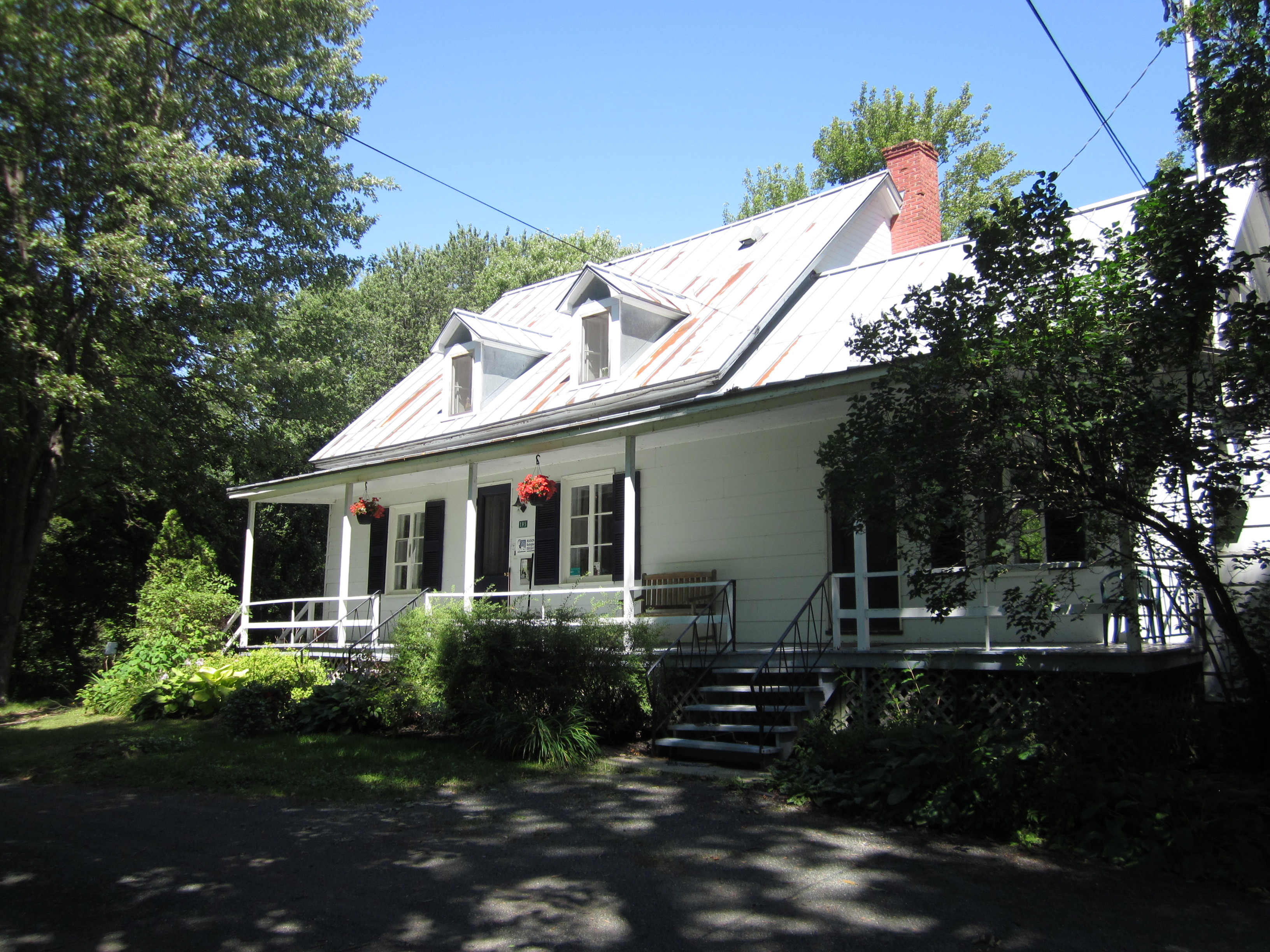
Maison Rodolphe-Duguay

À son retour d'Europe en juin 1927, son père lui construit un atelier sur le modèle de son dernier atelier parisien de la rue Vercingétorix. En avril 1929, il s’expose à la Bibliothèque Saint-Sulpice. En 1935, il présente une collection de bois gravés. Il œuvra jusqu'au début des années 1960. Il reçoit l'Ordre du Canada en 1973 et décède la même année.
La maison ancestrale des Duguay construite vers 1835, et l'atelier du peintre, déclarés monuments historiques en 1977, ouvrent ses portes durant la saison estivale par la présentation d'exposition thématique d'œuvres de Rodolphe Duguay et d'artistes invités.
Le Musée des cultures du Monde consacre une exposition temporaire en 2024 afin de souligner le 50e anniversaire du décès de Rodolphe Duguay.

## Musées et collections publiques
- Bibliothèque et Archives nationales du Québec[8]
- Musée d'art de Joliette[9]
- Musée des beaux-arts de Sherbrooke
- Musée des beaux-arts du Canada[1]
- Musée Laurier
- Musée Louis-Hémon
- Musée national des beaux-arts du Québec[10]
- Musée Pierre-Boucher
- Pulperie de Chicoutimi

## Archives
Le fonds d'archives de Rodolphe Duguay est conservé au centre d'archives de Trois-Rivières de Bibliothèque et Archives nationales du Québec.